# ミラーマン 鏡の黙示録
『ミラーマン 鏡の黙示録』は、野添梨麻（イラスト：岡本英郎）による『ミラーマン』の小説作品。

## 概要
『ミラーマン』最終話から7年後という設定となっている。1994年に小学館スーパークエスト文庫より発売（ISBN 978-4094401219）。
また、村上浩が、地球パトロール隊にも属していたことがあることを示唆するなど、『ジャンボーグA』とのつながりもうかがえる作品となっている。

## 各タイトル
- プロローグ：ミラーマン前史
- 第1章：コンタクト
- 第2章：センセーション
- 第3章：ラビリンス
- 第4章：フェニックス
- エピローグ：ミラーマン・鏡の中の世界へ

## 登場人物
鏡京太郎
新たな脅威から守るため、再び三次元の世界へ来たミラーマン。
藤本武
SGM解散後、セキュリティー会社を設立する。
村上浩
藤本とともに、セキュリティー会社を設立。
安田秀彦
SGM解散後、宇宙科学研究所の職員として、フェニックスプロジェクトを指揮していた。
御手洗朝子
フェニックスプロジェクトの一員として、宇宙科学研究所で働いている。
レギオン

## 登場怪獣
暗黒怪獣 ダークロンⅡ

## 用語
宇宙科学研究所
『ミラーマン』47話などでも登場した研究所。
フェニックスプロジェクト
宇宙科学研究所が行っていた巨大プロジェクト。